# Giovanni III Scolastico
Giovanni III Scolastico (in greco Ἰωάννης Γ' ό Σχολαστικός?; Sirimis, 503 – 31 agosto 577) è stato un arcivescovo siriaco, che ha ricoperto la carica di Patriarca ecumenico di Costantinopoli tra il 565 e il 577. È venerato come santo della chiesa ortodossa.

## Vita
Nacque a Sirimis, nella regione della Cinegia, vicino ad Antiochia. C'era un fiorente collegio di avvocati ad Antiochia, dove entrò e si fece un nome, che fu soppresso nel 533 da Giustiniano I. Giovanni fu ordinato e divenne agente e segretario della sua chiesa. Questo lo avrebbe messo in contatto con la corte di Costantinopoli. Quando Giustiniano, verso la fine della sua vita, cercò di promuovere la setta degli Aftartodocetisti al rango dell'Ortodossia e decise di espellere il patriarca Eutichio per la sua opposizione, l'abile avvocato-ecclesiastico di Antiochia, che si era già distinto per la sua grande edizione dei canoni, fu scelto per attuare la volontà imperiale. 

### Diritto canonico
Gli è anche stata accreditata la classificazione metodica del diritto canonico. Sulle orme di alcune opere più antiche che menziona nella sua prefazione, abbandonò il piano storico di dare i decreti di ciascun Concilio in ordine cronologico e li dispose in base a un principio filosofico, secondo la loro materia. Gli scrittori più anziani avevano sessanta titoli, ma lui li ridusse a cinquanta. 
Ai canoni dei concili di Nicea, Ancira, Neocaesarea, Gangra, Antiochia, Efeso e Costantinopoli, già raccolti e ricevuti nella chiesa greca, Giovanni aggiunse 89 "Canoni Apostolici", i 21 canoni di Sardica e i 68 della lettera canonica di Basilio. Scrivendo a Fozio, papa Nicola I cita un'armonia dei canoni che include quelli della Sardica, che potrebbe essere solo quella di Giovanni l'avvocato. Quando Giovanni arrivò a Costantinopoli, pubblicò il Nomocanon, una sintesi della sua opera precedente, con l'aggiunta di un confronto tra i rescritti imperiali e le leggi civili (in particolare le leggi di Giustiniano) sotto ogni titolo. Balsamone lo cita senza nominare l'autore, nei suoi appunti sul primo canone del concilio trullano di Costantinopoli. In un manoscritto della biblioteca di Parigi il Nomocanon è attribuito a Teodoreto, ma in tutti gli altri a Giovanni. Teodoreto non avrebbe inserito i "canoni apostolici" e quelli del concilio di Sardica, e lo stile non ha somiglianze con i suoi scritti. Nel 1661 queste due opere furono stampate all'inizio del vol. II della Bibliotheca Canonica di Giustello, a Parigi. Fozio (Cod. Lxxv.) menziona il suo catechismo, in cui stabilì l'insegnamento della consustanziale Trinità, dicendo che lo scrisse nel 568, sotto Giustino II, e che fu successivamente attaccato da Filopono. Fabricius ritiene che il compendio e il Nomocanon siano probabilmente giustamente assegnati a Giovanni Scolastico.

### Patriarcato
Poco si sa della sua carriera episcopale. Sette mesi dopo la sua nomina, Giustiniano morì. Il nuovo imperatore, Giustino II, fu incoronato dal patriarca, il 14 novembre 565. 
Organizzò un compromesso tra Calcedoniani e Non Calcedoniani nel 567, e riunì temporaneamente le due fazioni nel 571. 
Giovanni morì poco prima di Giustino II nel 577.

### Citazioni originali
Fabricius, xi. 101, xii. 146, 193, 201, 209; Evagr. H. E. iv. 38, v. 13, Patr. Gk. lxxxvi. pt. 2; Theoph. Chronogr. 204, etc., Patr. Gk. cviii.; Niceph. Callist. iii. 455, Patr. Gk. cxlvii.; Victor Tunun. Patr. Lat. lxviii. 937; Baronius, ad. ann. 564, xiv. xxix.; 565, xvii.; 578, 5; Patr. Constant. in Acta SS. Bolland. Aug. i. p. * 67.